# Mediolana Peak
Der Mediolana Peak (englisch; bulgarisch връх Медиолана wrach Mediolana) ist ein 1300 m hoher und vereister Berg auf der Brabant-Insel im Palmer-Archipel westlich der Antarktischen Halbinsel. Im nordwestlichen Teil des Basarbovo Ridge in den Stribog Mountains ragt er 6,8 km östlich des Mount Parry, 6,2 km südwestlich des Opizo Peak, 6,22 km westsüdwestlich des Einthoven Hill und 3,23 km nordwestlich des Podem Peak auf. Seine steilen Südhänge sind teilweise unvereist. Der Malpighi-Gletscher liegt südwestlich und der Swetowratschene-Gletscher nordöstlich von ihm.
Britische Wissenschaftler kartierten ihn 1980 und 2008. Die bulgarische Kommission für Antarktische Geographische Namen benannte ihn 2015 nach dem Römerlager Mediolana im Nordosten Bulgariens.